# Arnold Rothstein
Arnold Rothstein (17 ianuarie 1882 - 5 noiembrie 1928), poreclit The Brain (Creierul), a fost un afacerist evreu din New York implicat în mai multe activități criminale, escrocherii și jocuri de noroc devenind figura principală a Mafiei evreiești din New York. Rothstein a devenit cunoscut pentru corupția instaurată în rândul sportivilor profesioniști, reușind în acest sens să aranjeze trucarea Campionatului american de baseball din 1919 și să fie implicat în așa-numitul "Scandal Black Sox".
Conform scriitorului criminalist Leo Katcher, Rothstein "a transformat crima organizată dintr-o activitate condusă de huligani într-o mare afacere condusă sub forma unei corporații cu el în frunte". Conform lui Rich Cohen, Rothstein a fost prima persoană care a realizat că Prohibiția putea reprezenta o afacere. Notorietatea sa a inspirat o serie de personaje bazate pe el prezente în diverse povestiri, romane și filme. 
1. ↑  Arnold Rothstein, Find a Grave, accesat în 9 octombrie 2017
2. ↑  Arnold Rothstein, SNAC, accesat în 9 octombrie 2017
3. ↑  Find a Grave, accesat în 18 iunie 2021
4. ↑  LIBRIS, 12 februarie 2007, accesat în 24 august 2018